# Berloz
Berloz là một đô thị ở tỉnh Liège. Tại thời điểm ngày 1 tháng 1 năm 2006, Berloz có tổng dân số 2.781 người. Tổng diện tích là 14,49 km² với mật độ dân số 192 người trên mỗi km².